# José Daniel Falla Robles
Dom José Daniel Falla Robles (Bogotá, 7 de outubro de 1956 — 1 de maio de 2021) foi um prelado colombiano da Igreja Católica Romana. Foi bispo-auxiliar da Arquidiocese de Cali entre 2009 e 2016, e, desde então, ordinário da Diocese de Soacha, até sua morte por covid-19.

## Biografia
Nasceu em Bogotá, capital da Colômbia, e fez os cursos primário e secundário no Colégio Nuestra Señora del Rosario, naquela mesma cidade. Ingressou em seguida na Universidade dos Andes, na qual cursou a carreira de Engenharia Industrial. No mesmo centro, obteve um mestrado em Administração Empresarial (1981-1982).
Em 1987, ingressou no Seminário Maior São José de Bogotá, onde fez os cursos de Filosofia (1987-1988) e Teologia (1989-1992). Foi ordenado presbítero em 28 de novembro de 1992, das mãos do cardeal-arcebispo Dom Mario Revollo Bravo, incardinando-se à Arquidiocese de Bogotá.
Ao longo de seu presbiterado, exerceu diversas funções: membro da equipe de formadores do Seminário Menor de Bogotá (1993-1994); reitor do mesmo seminário (1995); pároco de Nossa Senhora do Campo (1996-2001); síndico do Seminário Maior São José (1996-2009); pároco de São Diego em Bogotá (2002-2004); reitor da Basílica do Senhor de Monserrate (2004-2009); membro do Conselho Presbiteral (2002-2009) e do Colégio de Consultores (2005-2009); assessor espiritual da Ação Católica Arquidiocesana e membro da Comissão de Formação Permanente do Clero (2007-2009).
Em 15 de abril de 2009, o Papa Bento XVI nomeou-o bispo titular de Calama e auxiliar da Arquidiocese de Cali. Sua sagração episcopal se deu em 20 de junho seguinte, na Catedral Metropolitana de Bogotá, oficiada pelo cardeal-arcebispo Dom Pedro Rubiano Sáenz, com os arcebispos Dom Aldo Cavalli, núncio apostólico, e Dom Juan Francisco Sarasti Jaramillo, CJM, metropolita de Cali, como co-consagrantes.
Em 15 de julho de 2012, durante a XCIII Assembleia Plenária do Episcopado Colombiano, foi nomeado secretário-geral da Conferência Episcopal da Colômbia. Exerceu o cargo até julho de 2016, quando foi substituído por Dom Elkin Fernando Álvarez Botero, então bispo-auxiliar de Medellín. Em 29 de junho de 2016, foi nomeado segundo bispo da Diocese de Soacha, sufragânea da Arquidiocese de Bogotá, em sucessão a Dom Daniel Caro Borba, que renunciou por questão de idade. Tomou posse de sua diocese em 15 de agosto seguinte.
Dom Falla pereceu à pandemia de covid-19 em 2021, em Bogotá.